# منطقة ديبر
منطقة ديبر (بالألبانية: Rrethi i Dibrës) هي واحدة من ستة وثلاثين منطقة تقع في ألبانيا وهي جزء من مقاطعة ديبر.[بحاجة لمصدر] يقدر عدد سكانها بـ 62,825 نسمة ومساحتها 1,088 كم2 .

## أعلام
- سنان باشا